# Amata Spring Country Club
A Amata Spring Country Club é uma entidade privada de golfe localizada em Bangkok, capital da Tailândia. Abriga dois torneios de golfe de alto nível, que foram introduzidos em 2006. O Troféu Real é uma competição por equipes entre a Europa e Ásia, e a Honda LPGA Thailand é o primeiro evento LPGA na Tailândia. Estes são atualmente os dois eventos de golfe mais disputados, realizados na Tailândia. O clube tem um único campo de 18 buracos, com 7.322 metros, que circula em torno de dois lagos. Ele foi projetado por Schmidt Curley Golf Design.